# Neorhabdus subcapitaneus
Neorhabdus subcapitaneus är en kräftdjursart som beskrevs av Mungo Park 2000. Neorhabdus subcapitaneus ingår i släktet Neorhabdus och familjen Heterorhabdidae. Inga underarter finns listade i Catalogue of Life.